# Viveka Hansson
Viveka Hansson, född 1967, är en svensk journalist och TV-chef samt sitter sedan 2018 i styrelsen för branschorganisationen Utgivarna, där hon i mas 2024 är vice ordförande.
Hon kom till TV4 från Expressen där hon hade arbetat sedan 1995; sedan 2011 är hon programdirektör för nyheter och samhälle på TV4.